# Cañaveral
Cañaveral è un comune spagnolo di 1 406 abitanti situato nella comunità autonoma dell'Estremadura.